# Saint-Sever-Calvados
Saint-Sever-Calvados is een plaats en voormalige gemeente in het Franse departement Calvados in de regio Normandië. De plaats maakt deel uit van het arrondissement Vire.

## Geschiedenis
Tot 22 maart 2015 maakte de gemeente deel uit van het gelijknamige kanton, op die dag werd het kanton opgeheven en de gemeenten opgenomen in het kanton Vire. Op 1 januari 2017 werd Saint-Sever-Calvados de hoofdplaats van de commune nouvelle Noues de Sienne, waarin nog 9 andere gemeenten van het voormalige kanton in opgingen.

## Geografie
De oppervlakte van Saint-Sever-Calvados bedraagt 28,2 km², de bevolkingsdichtheid is 47,0 inwoners per km².

## Verkeer en vervoer
In de plaats wordt bediend door het spoorwegstation Saint-Sever.
De onderstaande kaart toont de ligging van Saint-Sever-Calvados met de belangrijkste infrastructuur en aangrenzende gemeenten.

## Demografie
Onderstaande figuur toont het verloop van het inwonertal (bron: INSEE-tellingen).
Vanwege een beveiligingsprobleem met de MediaWiki Graph-software is het momenteel niet mogelijk deze grafiek weer te geven. Zodra de software is bijgewerkt zal de grafiek vanzelf weer zichtbaar worden.
Champ-du-Boult · Courson · Fontenermont · Le Gast · Le Mesnil-Benoist · Le Mesnil-Caussois · Mesnil-Clinchamps · Saint-Manvieu-Bocage · Saint-Sever-Calvados · Sept-Frères